# Rubus fanjingshanensis
Rubus fanjingshanensis är en rosväxtart som beskrevs av Ling Ti Lu, D.E. Boufford, Z.H. Tsi och P.S. Wang. Rubus fanjingshanensis ingår i släktet rubusar, och familjen rosväxter. Inga underarter finns listade i Catalogue of Life.